# Arthedain
Arthedain es un reino ficticio perteneciente al legendarium del escritor británico J. R. R. Tolkien. Es, junto con Cardolan y Rhudaur, uno de los tres reinos en los que el de Arnor fue dividido por los hijos de su décimo rey Eärendur tras su muerte. Arthedain pervivió desde el año 861 TE hasta la muerte de Arvedui, su último rey, tras caer Fornost en el año 1974 TE.

## Etimología
Arthedain tiene una clara etimología sindarin: arath (plural de ar = rey, noble) + edain (plural de adan = hombre). Significa Reyes de los hombres, se especula que como reivindicación de que en el Reino de Arthedain es donde se encuentran los descendientes legítimos del Reino de Arnor.

## Límites y ciudades
Los límites de Arthedain se extendían desde la bahía de Forochel al norte y el golfo de Lhûn al oeste hasta el río Brandivino al Sur y las Colinas del Viento al Este. Esta última región estaba bajo la disputa de Cardolan y Rhudaur, que la reclamaban como suya por encontrarse en ella la fortaleza de Amon Sûl, que albergaba uno de los valiosos palantiri.
Las principales ciudades de Arthedain eran Fornost (su capital), Bree, Amon Sûl (en disputa) y Annúminas, antigua capital de Arnor, que había empezado a quedar desierta después de la Última Alianza y del Desastre de los Campos Gladios, donde perecieron la mayoría de las huestes del Rey. El territorio de Arthedain también comprendía las colinas de las Torres y los feudos donde posteriormente se establecerían los Hobbits (la Comarca).

## Historia de Arthedain
Durante el reinado de Eärendur, los hijos del rey de Arnor estaban en abierta disputa, que explotó en guerra civil tras la muerte de su padre en el 861 TE. Amlaith, el hermano mayor y por tanto legítimo heredero al trono, entró en confrontación con sus dos hermanos. Al ser incapaz de resolver la situación, se vio reducido a reinar sobre un tercio del antiguo dominio de su padre, fundándose el reino de Arthedain. Sus hermanos fundaron Cardolan y Rhudaur, al Sur y al este de Arthedain respectivamente.
Los primeros siglos de la historia de Arthedain estuvieron marcados por el constante conflicto con los dos reinos vecinos por el control de las Colinas del Viento , bajo el dominio de Arthedain pero disputadas tanto por Cardolan como por Rhudaur, en particular por el control de la colina y fortaleza de Amon Sûl, que albergaba uno de los valiosos palantiri. 
Hacia el año 1349 TE, el rey Argeleb I de Arthedain reclamó el trono de Cardolan, al haberse extinguido el linaje real Dúnedain de Cardolan. Los nobles de Cardolan rechazaron esta pretensión al trono.
Sin embargo, cuando surgió el reino de Angmar al norte de Eriador, Cardolan se convirtió en el aliado más valioso de Arthedain, y entre ambos reinos tuvieron que enfrentarse a los ejércitos unidos de Angmar y Rhudaur, ya que este último reino había caído bajo la influencia del Rey Brujo. En 1356 TE Argeleb I estaba ganando la partida a Rhudaur. Durante un tiempo Cardolan y Arthedain parecieron tener al mismo Angmar contra las cuerdas, pero en 1409 TE un gran ejército proveniente de Angmar penetró en Cardolan, conquistó la Cima de los Vientos y devastó el país. Arthedain fue de poca ayuda, porque ese reino también estaba siendo atacado. El último rey de Cardolan murió en este conflicto, y casi todo el reino fue invadido. Mientras Arthedain logró recuperar parte de su poder tras este embate, los Dúnedain de Cardolan debieron atrincherarse en las Tyrn Gorthad, abandonando el resto del país a las hordas de Angmar.
En 1636 TE, llegó a Cardolan desde el Sur la Gran Peste, que mató a la mayor parte de los habitantes de Cardolan, particularmente los de la región de Minhiriath, y los Dúnedain atrincherados en las Tyrn Gorthad desaparecieron definitivamente. El rey Brujo aprovechó esto para infestar sus tumbas con espíritus malignos, tumularios, de tal manera que la región se convirtió en un lugar siniestro conocido como las Quebradas de los Túmulos.
Hacia el final de la Tercera Edad del Sol, los Dúnedain de Cardolan sólo eran un vago y lejano recuerdo, mantenido en forma espectral en las Quebradas de los Túmulos, la población superviviente en los siglos siguientes estaba aislada a lo largo del camino hacia el Sur y en Tharbad y era muy pequeña.
El fin de Arthedain está marcado por la toma de Fornost por el Rey Brujo, cuando Arvedui huye con su caballería al norte, a la Bahía del hielo de Forochel, donde perece finalmente, perdiéndose también las Palantiri de Amon Sûl y de Annúminas.

### Reyes de Arthedain
Tras Eärendur, el reino de Arnor se dividió entre sus tres hijos, correspondiéndole el reinado sobre Arthedain al mayor de ellos. En el 1349 TE los descendientes de Eärendur habían desaparecido de Cardolan y Rhudaur, por lo que Argeleb I de Arthedain reclamó de nuevo el título de rey de Arnor. Los reyes de Arthedain se añadieron desde entonces a la lista más antigua de los de Arnor. Argeleb I, séptimo rey de Arthedain, se considera el decimoséptimo rey de Arnor, y Arvedui, último de los reyes del Norte hasta Elessar, fue el vigesimoquinto y último rey de la línea septentrional.
Tras Arvedui el reino de Arthedain desapareció, y con él todo el reino del Norte, continuando la línea de sangre de los reyes en los capitanes de los dúnedain, los montaraces del Norte.